# Can Blanxart
Can Blanxart és una obra amb elements barrocs de Sant Joan de les Abadesses (Ripollès) inclosa a l'Inventari del Patrimoni Arquitectònic de Catalunya.

## Descripció
Situada a la plaça Major de Sant Joan de les Abadesses i encarada al cantó sud d'aquesta. És un dels exemples més clars d'habitatge senyorial barroc del centre històric. Consta de planta baixa, dos pisos i golfes. La façana, refeta el 1648, dona la uniformitat a les diferents edificacions que la formaven, cosa que encara es pot notar en les proporcions dels arcs de la planta baixa. La botiga de la mateixa té al sostre una interessant pintura així com un mobiliari molt destacable.